# 斯維特利奇涅 (瓦爾瓦區)
50°26′14″N 32°42′49″E / 50.43722°N 32.71361°E
斯維特利奇涅（烏克蘭語：Світличне），是烏克蘭北部的村莊，隸屬切爾尼希夫州的普里盧基區。該村面積1.51平方公里，海拔高度166米，2006年人口614，人口密度每平方公里407.4人。